# Lasioglossum ebmerellum
Lasioglossum ebmerellum är en biart som först beskrevs av Jason Gibbs 2010. Den ingår i släktet smalbin och familjen vägbin. Arten förekommer i  västra Nordamerika.

## Beskrivning
Huvud och mellankropp är blåa, hos honan med en grön till gröngul metallglans. Munskölden är mörkbrun på övre halvan, bronsfärgad på undre. Antennerna är mörkbruna, med den yttre delens undersida orangegul hos honan, rent gul hos hanen. Vingarna är halvgenomskinliga med ljust gulbruna ribbor. Benen är bruna med rödbruna fötter. Behåringen är vitaktig och måttligt tät; i nedre delen av hanens ansikte är den dock betydligt kraftigare. Arten är liten; kroppslängden är 5,5 till 6,4 mm hos honan, drygt 6 mm hos hanen. Längden på framvingen är omkring 4,5 mm hos båda könen.

## Utbredning
Utbredningsområdet omfattar västra Nordamerika från södra Alberta i Kanada över västra Montana och Idaho till östra Nevada och västra Utah i USA.

## Ekologi
Habitatet utgörs av prärier. Arten är polylektisk, den flyger till blommande växter ur många olika familjer, som korgblommiga växter (Chaenactis och Hymenoxys), kaktusväxter (opuntiasläktet) samt malvaväxter (klotmalvor).